# 夜想曲第10番 (ショパン)
夜想曲第10番 変イ長調 作品32-2 は、フレデリック・ショパンが1837年に作曲したピアノのための夜想曲。作品32-1と共にカミーユ・ド・ビルリング男爵夫人に献呈された。バレエ音楽「レ・シルフィード」の中でも登場することで知られる。

## 構成
変イ長調、レント、4分の4拍子。三部形式。

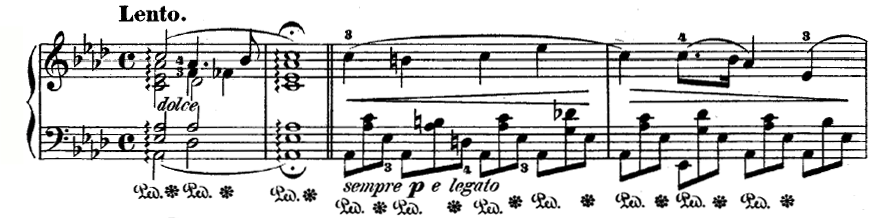
冒頭部分

序奏に主和音 - 下属調変ニ長調のアルペッジョが用いられ、コラール風の曲想。中声に半音階を使っている。主題は3連符に乗った簡単なもので、形式的には4拍子だがワルツに近い。
ヘ短調、アジタート、8分の12拍子。
中間部は同じ音形が嬰ヘ短調で繰り返される。再び主題部の穏やかなワルツの部分となり、最後に序奏が現れて終わる。